# Deutsche Aidshilfe

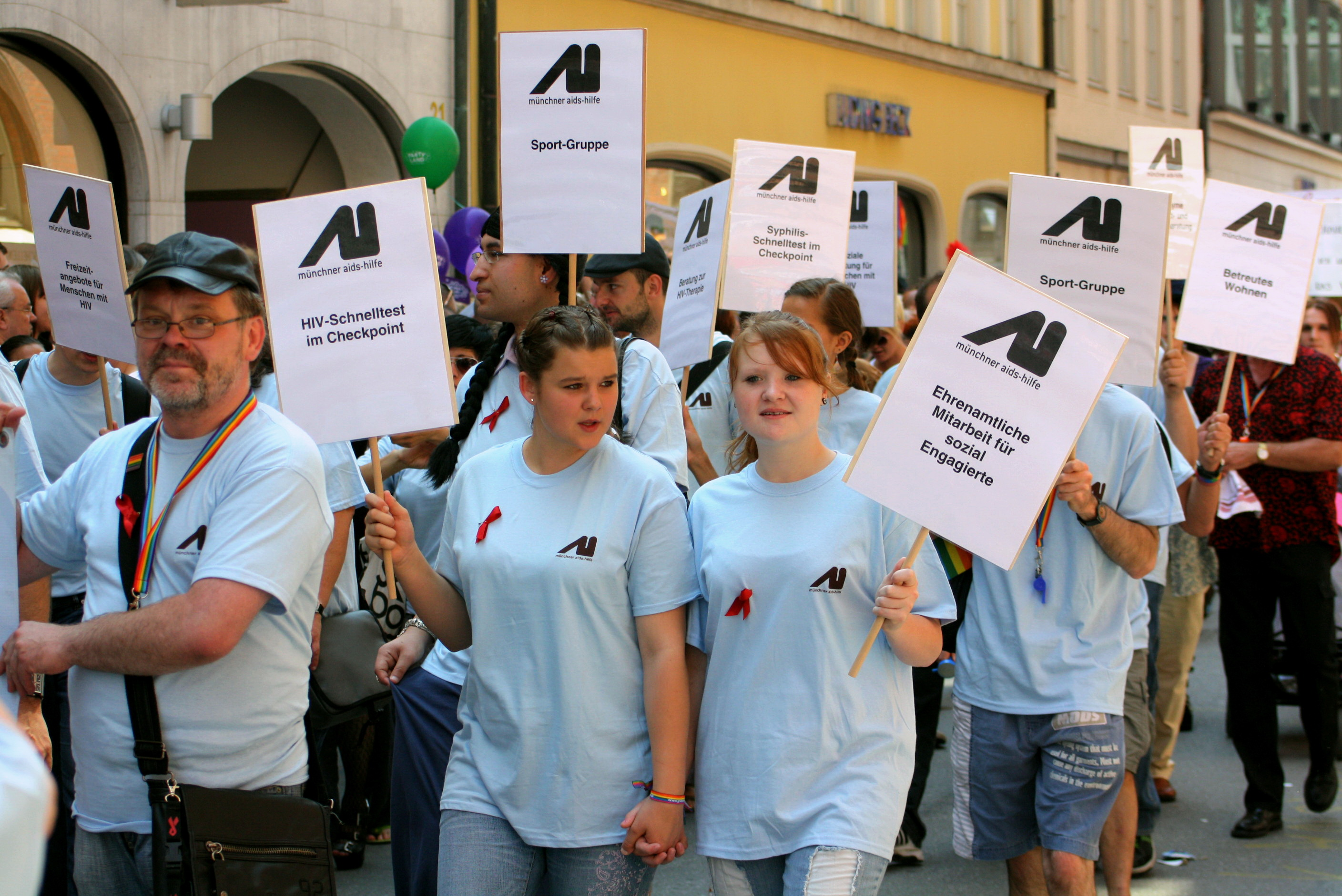
Mitwirkende der Aidshilfe auf dem CSD 2011 in München

Die Deutsche Aidshilfe e. V. (DAH) ist ein als Verein organisierter Dachverband von etwa 120 regionalen Mitgliedsorganisationen in Deutschland, der sich für Menschen mit HIV/AIDS einsetzt.

## Geschichte
Nach dem Auftreten der ersten AIDS-Krankheitsfälle 1981 wurde die Deutsche Aidshilfe am 23. September 1983 in Berlin auf Initiative der Krankenschwester Sabine Lange und Bruno Gmünder von ihr und schwulen Männern gegründet. Dem ersten Vorstand gehörten Sabine Lange, der Schwulenaktivist Stefan Reiß und der Wirt der Schwulenbar „Knolle“ an. Ziele waren Aufklärung und Information und die Unterstützung der Kranken.
Seit 1985 ist die DAH der Dachverband von etwa 120 regionalen Mitgliedsorganisationen. Anfang 1990 wurde mit der Aids-Hilfe in Leipzig der erste Verein in den neuen Bundesländern gegründet. In Weimar gab es seit 1989 das AidsBeratungsCentrum, aus dem dann die AIDS-Hilfe Weimar & Ostthüringen e. V. hervorging.
Im Jahr 2019 benannte sich die Deutsche AIDS-Hilfe e. V. in Deutsche Aidshilfe e. V. um. Sie ist die älteste Organisation, die die Arbeit der AIDS-Hilfen im gesamten Bundesgebiet unterstützt und koordiniert. Sie steht als Gesprächspartner mit allen wesentlichen Hilfsorganisationen im In- und Ausland in ständigem Austausch. Zu ihr gehören zahlreiche örtliche Aidshilfe-Vereine, die HIV-positive oder an Aids erkrankte Menschen vor Ort begleiten.
Im Oktober 2008 wurde von der Mitgliederversammlung in Erfurt der Vorstand fast vollständig ausgewechselt, nachdem der alte Vorstand einstimmig nicht entlastet wurde.
Am 13. Oktober 2008 startete die Deutsche Aidshilfe mit „Ich weiß, was ich tu“ die erste bundesweite HIV-Präventionskampagne für Männer, die Sex mit Männern haben.
Auf der Jahresmitgliederversammlung 2017 in Mannheim trat Manuel Izdebski nicht wieder zur Vorstandswahl an und schied aus. Der im Vorjahr in den Vorstand berufene Björn Beck und Sven Warminsky wurden von den Mitgliedsorganisationen in den Vorstand gewählt. Auf der Mitgliederversammlung 2020 wurden Björn Beck, Ulf Hentschke-Kristal, Winfried Holz, Sylvia Urban und Sven Warminsky im Amt bestätigt.
Im November 2014 verpflichten sich die Mitgliedsorganisationen der DAH die Einbindung von Menschen mit HIV noch stärker zu fördern. Dazu wurde ein neues Verbandsorgan, die PositHIVen Gesichter eingesetzt. Die Aufgabe der PositHIVen Gesichter ist es die Beteiligung und Vernetzung von HIV-Positiven im Verband sicherzustellen.
Am 12. Mai 2017 startete die Deutsche Aidshilfe die Kampagne „Kein Aids für alle (bis 2020)“. Zum Zeitpunkt des Kampagnenstarts erkrankten noch ca. 1.000 Menschen jährlich an Aids.

## Berliner Aids-Hilfe
Die fast 300 Mitglieder des Vereins unterstützen die Arbeit der 210 haupt- und ehrenamtlichen Mitarbeiter. Jährlich finden in der Berliner Aids-Hilfe 7.000 bis 8.000 Beratungskontakte statt, weitere 5.000 bis 6.000 am anonymen Beratungstelefon 19 4 11. Rund 6.000 Gäste nutzen die BAH-Frühstücke im Jahr. 1000 Kontakte haben die 30 ehrenamtlichen „Freunde im Krankenhaus“ (FriKs) jährlich. Die Arbeit wird von rund 27 hauptamtlichen (auf 22,53 Vollzeitstellen) und 180 ehrenamtlichen Mitarbeiter geleistet. Im Verein arbeiten HIV-Positive und -Negative, Männer und Frauen, Schwule, Lesben und Heterosexuelle.
Im Kuratorium der Berliner Aids-Hilfe e. V. sind Vertreter aus Politik, Wissenschaft und Kultur aktiv: Keikawus Arasteh, Geschwister Pfister, Michael Flotho, Sylke Gandzior, Romy Haag, Monika Hansen, Irm Hermann, Thomas Hermanns, René Heymann, Klaus Hoffmann, Ricarda M. Hofmann, Susanne Juhnke, Katy Karrenbauer, Heidi Knake-Werner, René Koch, Jochen Kowalski, Renate Künast, Manfred L’age, Ulli Lohr, Frank Lukas, Annabelle Mandeng, Katharine Mehrling, Anne Momper, Michael Müller, Maren Otto, Georg Preuße, Rosenstolz, Barbara Schöne, Wieland Speck, Ingrid Stahmer, Katharina Thalbach, Paul van Dyk, Roswitha Völz, Udo Walz, WestBam, Judy Winter, Klaus Wowereit, Ades Zabel, Regina Ziegler. Sie alle engagieren sich, um gegen Stigmatisierung, Diskriminierung und Ausgrenzung von Menschen mit HIV/Aids zu kämpfen sowie Mittel für die Arbeit des gemeinnützigen und wohltätigen Vereins einzuwerben.
Die Berliner Aids-Hilfe ist außerdem Mitglied der Deutschen Aidshilfe und im Deutschen Paritätischen Wohlfahrtsverband (dpw). Sie ist eine der großen AIDS-Hilfen in Deutschland, die im Kreis der sechs metropolen AIDS-Hilfen (Berlin, Düsseldorf, Frankfurt am Main, Hamburg, Köln und München) vertreten ist. Die BAH ist außerdem im Netz der europäischen Telefon-Hotlines ENAH (European Network of AIDS Helplines). Zudem ist sie Unterzeichnerin der Initiative Transparente Zivilgesellschaft.

## Publikationen
- Patrick Hamm: Auslöser – Schwule im Kampf gegen Aids seit 1983. Deutsche Aids-Hilfe, 1997.